# Scuderia Italia
BMS Scuderia Italia (conhecida apenas por Scuderia Italia) foi uma equipe de automobilismo fundada pelo magnata italiano Beppe Lucchini. Disputou as temporadas de 1988 a 1993.

## 1988: estreia sem brilho
A estreia da equipe na Fórmula 1 aconteceu no Grande Prêmio do Brasil de 1988, com a participação de apenas um piloto: Alex Caffi. Entretanto, Caffi não consegue terminar a corrida, o que já deu indícios de como seria a temporada da equipe. O restante da temporada só confirmou o que aconteceu no Brasil: Caffi, pilotando um carro fraco e sem muita experiência na categoria, conseguiu completar apenas sete provas (o melhor resultado foi o 7º lugar no GP de Portugal) de um total de 16, abandonando outros nove grande prêmios. Dessa maneira, a equipe estreou sem marcar ponto algum.

## 1989: melhor pontuação
Em 1989 as coisas melhoraram muito em termos de estrutura dos carros e de resultados para a equipe. Para esta temporada, Alex Caffi ganhou a companhia de seu compatriota Andrea De Cesaris, vindo da equipe Rial, sem muito destaque. No campeonato, Caffi foi 4º no GP de Mônaco e o piloto do carro número 21 chegou a estar 12 voltas entre os três primeiros durante o GP dos Estados Unidos, sendo 5 na 2ª posição. no GP do Canadá a equipe surpreendeu com o 6º lugar de Caffi e o 3º lugar de Andrea e pela primeira e unica vez os pilotos da Scuderia Italia pontuaram na mesma corrida. Na Hungria, Caffi largou na 3ª posição, sua melhor posição de largada na carreira assim como da escuderia italiana, graças ao bom rendimento dos pneus Pirelli. Com três provas terminadas nos pontos incluindo o primeiro pódio, o time terminou em 8º na classificação geral e os primeiros 8 pontos em sua segunda temporada na Fórmula 1.

## 1990: de novo sem marcar pontos
A temporada de 1990 foi de retrocesso, onde a equipe, assim como em 1988, não marcou pontos. De Cesaris só conseguiu completar duas corridas, sempre longe dos pontos; Seu companheiro de equipe Gianni Morbidelli, contratado para substituir Alex Caffi que se transferiu para a Footwork, disputou dois GPS, sendo que em apenas um conseguiu vaga no grid de largada, sendo dispensado após o GP do Brasil. Emanuele Pirro assumiu o seu lugar, terminando apenas três corridas, sempre longe dos pontos também. A temporada ficou marcada pelo grande número de abandonos e nenhum ponto marcado.

## 1991: volta aos pontos, mas excesso de abandonos
Em 1991, sai o Cosworth e vem o Judd e a dupla de pilotos da equipe foi formada por Emanuele Pirro e J.J. Letho (que veio para o lugar de De Cesaris, que foi para a Jordan). No mundial de construtores, a equipe conquistou 5 pontos (4 de JJ Letho (incluindo o 3º lugar em San Marino) e 1 de Pirro) terminando na 8º colocação na classificação geral. Nesta temporada, os abandonos são menos frequentes.

## 1992: a última temporada com a Dallara
Para a temporada de 1992, a equipe troca o Judd e vai de motor Ferrari. O campeonato ficou marcado pela estabilidade dos carros da equipe, chegando aos finais das corridas na maioria dos GPS, mas apenas 2 pontos marcados em toda a temporada (com os dois 6º lugares de Pierluigi Martini nos GPS da Espanha e de San Marino).
Atritos entre Dallara e Ferrari fez com que Giuseppe Lucchini rompesse a parceria com o chassi italiano no final da temporada.

## 1993: o desastre
O campeonato de 1993 vai de chassi Lola. Essa nova parceria foi um retumbante fracasso. O modelo T93/30, desenhado novamente por Broadley, revelou-se bastante fora de ritmo, apesar de equipado com um motor Ferrari, ainda que numa versão cliente. Nem o experiente Michele Alboreto e o jovem Luca Badoer, (campeão da Fórmula 3000 Internacional de 1992), conseguiram fazer algo mais do que frequentar as últimas posições do grid de largada. Das 14 corridas participadas, apenas 8 conseguiu terminar e uma quase pontuou com o 7º lugar de Badoer em San Marino. O time encerrou as atividades no GP de Portugal, deixando de participar dos GPs do Japão e da Austrália. O nome BMS sumiria no ano seguinte, quando se fundiu com a Minardi. 

## Todos os Resultados da Scuderia Italia na Fórmula 1
(legenda)
| Ano  | Chassi | Motor                    | Pneus | Nº | Pilotos           | 1   | 2   | 3   | 4   | 5   | 6   | 7   | 8   | 9   | 10  | 11  | 12  | 13  | 14  | 15  | 16  | Pontos | Posição  |  |
| ---- | ------ | ------------------------ | ----- | -- | ----------------- | --- | --- | --- | --- | --- | --- | --- | --- | --- | --- | --- | --- | --- | --- | --- | --- | ------ | -------- |  |
|      |        |                          |       |    |                   |     |     |     |     |     |     |     |     |     |     |     |     |     |     |     |     |        |          |  |
|      |        |                          |       |    |                   | RSA | BRA | EUR | SMR | ESP | MON | CAN | FRA | GBR | GER | HUN | BEL | ITA | POR | JPN | AUS |        |          |  |
| 1993 | T93/30 | Ferrari 040 3.5 V12      | G     | 21 | Michele Alboreto  | Ret | 11  | 11  | NQ  | NQ  | Ret | NQ  | NQ  | NQ  | 16  | Ret | 14  | Ret | Ret |     |     | 0      | NC (12º) |  |
| 1993 | T93/30 | Ferrari 040 3.5 V12      | G     | 22 | Luca Badoer       | Ret | 12  | NQ  | 7   | Ret | NQ  | 15  | Ret | Ret | Ret | Ret | 13  | 10  | 14  |     |     | 0      | NC (12º) |  |
|      |        |                          |       |    |                   |     |     |     |     |     |     |     |     |     |     |     |     |     |     |     |     |        |          |  |
|      |        |                          |       |    |                   | RSA | MEX | BRA | ESP | SMR | MON | CAN | FRA | GBR | GER | HUN | BEL | ITA | POR | JPN | AUS |        |          |  |
| 1992 | 192    | Ferrari 037 3.5 V12      | G     | 21 | JJ Lehto          | Ret | 8   | 8   | Ret | 11  | 9   | 9   | 9   | 13  | 10  | NQ  | 7   | 11  | Ret | 9   | Ret | 2      | 10º      |  |
| 1992 | 192    | Ferrari 037 3.5 V12      | G     | 22 | Pierluigi Martini | Ret | Ret | Ret | 6   | 6   | Ret | 8   | 10  | 15  | 11  | Ret | Ret | 8   | Ret | 10  | Ret | 2      | 10º      |  |
|      |        |                          |       |    |                   |     |     |     |     |     |     |     |     |     |     |     |     |     |     |     |     |        |          |  |
|      |        |                          |       |    |                   | USA | BRA | SMR | MON | CAN | MEX | FRA | GBR | GER | HUN | BEL | ITA | POR | ESP | JAP | AUS |        |          |  |
| 1991 | 191    | Judd GV 3.5 V10          | P     | 21 | Emanuele Pirro    | Ret | 11  | NPQ | 6   | 9   | NPQ | NQ  | 10  | 10  | Ret | 8   | 10  | Ret | 15  | Ret | 7   | 5      | 8º       |  |
| 1991 | 191    | Judd GV 3.5 V10          | P     | 22 | JJ Lehto          | Ret | Ret | 3   | 11  | Ret | Ret | Ret | 13  | Ret | Ret | Ret | Ret | Ret | 8   | Ret | 12  | 5      | 8º       |  |
|      |        |                          |       |    |                   |     |     |     |     |     |     |     |     |     |     |     |     |     |     |     |     |        |          |  |
|      |        |                          |       |    |                   | USA | BRA | SMR | MON | CAN | MEX | FRA | GBR | GER | HUN | BEL | ITA | POR | ESP | JAP | AUS |        |          |  |
| 1990 | 190    | Ford Cosworth DFR 3.5 V8 | P     | 21 | Gianni Morbidelli | NQ  | 14  |     |     |     |     |     |     |     |     |     |     |     |     |     |     | 0      | NC (15º) |  |
| 1990 | 190    | Ford Cosworth DFR 3.5 V8 | P     | 21 | Emanuele Pirro    |     |     | Ret | Ret | Ret | Ret | Ret | 11  | Ret | 10  | Ret | Ret | 15  | Ret | Ret | Ret | 0      | NC (15º) |  |
| 1990 | 190    | Ford Cosworth DFR 3.5 V8 | P     | 22 | Andrea de Cesaris | Ret | Ret | Ret | Ret | Ret | 13  | DSQ | Ret | NQ  | Ret | Ret | 10  | Ret | Ret | Ret | Ret | 0      | NC (15º) |  |
|      |        |                          |       |    |                   |     |     |     |     |     |     |     |     |     |     |     |     |     |     |     |     |        |          |  |
|      |        |                          |       |    |                   | BRA | SMR | MON | MEX | USA | CAN | FRA | GBR | GER | HUN | BEL | ITA | POR | ESP | JAP | AUS |        |          |  |
| 1989 | 189    | Ford Cosworth DFR 3.5 V8 | P     | 21 | Alex Caffi        | NPQ | 7   | 4   | 13  | Ret | 6   | Ret | NPQ | Ret | 7   | Ret | 11  | Ret | Ret | 9   | Ret | 8      | 8º       |  |
| 1989 | 189    | Ford Cosworth DFR 3.5 V8 | P     | 22 | Andrea de Cesaris | 13  | 10  | 13  | Ret | 8   | 3   | NQ  | Ret | 7   | Ret | 11  | Ret | Ret | 7   | 10  | Ret | 8      | 8º       |  |
|      |        |                          |       |    |                   |     |     |     |     |     |     |     |     |     |     |     |     |     |     |     |     |        |          |  |
|      |        |                          |       |    |                   | BRA | SMR | MON | MEX | CAN | USE | FRA | GBR | GER | HUN | BEL | ITA | POR | ESP | JAP | AUS |        |          |  |
| 1988 | 3087   | Ford Cosworth DFV 3.5 V8 | G     | 36 | Alex Caffi        | NPQ |     |     |     |     |     |     |     |     |     |     |     |     |     |     |     | 0      | NC (12º) |  |
| 1988 | 188    | Ford Cosworth DFZ 3.5 V8 | G     | 36 | Alex Caffi        |     | Ret | Ret | Ret | NPQ | 8   | 12  | 11  | 15  | Ret | 8   | Ret | 7   | 10  | Ret | Ret | 0      | NC (12º) |  |